# Trigonella strangulata
Trigonella strangulata är en ärtväxtart som beskrevs av Pierre Edmond Boissier. Trigonella strangulata ingår i släktet trigonellor, och familjen ärtväxter. Inga underarter finns listade i Catalogue of Life.